# Petrargyrops similis
Petrargyrops similis là một loài ruồi trong họ Tachinidae.